# Volker Schlöndorff
Volker Schlöndorf (Wiesbaden, Hesse, Alemania, 31 de marzo de 1939) es un director de cine, guionista, productor, documentalista y actor alemán. Es considerado uno de los directores clave del denominado nuevo cine alemán, movimiento en el que introdujo muchas de las características aprendidas de la Nouvelle Vague.

## Biografía
Dejó la casa de sus padres para ir a un internado jesuita en la Bretaña francesa con intención de que aprendiera francés durante un par de meses. Se quedó tres años allí. Iniciaría su carrera cinematográfica en París, donde se mudó con su familia cuando tenía diecisiete años.
Estudió dirección de cine en el IDHEC, la famosa escuela de cine, y comenzó su carrera profesional durante 1960 como asistente de dirección en varias películas de la Nouvelle Vague: con Alain Resnais en su conocida película El año pasado en Marienbad (1961), Louis Malle en Una vida privada (1962), El fuego fatuo o ¡Viva María!, o Jean-Pierre Melville en El confidente (1962).
Su primera película fue un cortometraje rodado en 1965, Wen Kummert's, que fue prohibido en Francia porque trataba sobre la guerra de Argelia. Dirigió en 1966 El joven Törless, adaptación de la novela que 60 años antes realizara Robert Musil. Esta película recibió el premio FIPRESCI en el Festival de Cannes así como los Premios del Cine Alemán de mejor película, guion y director y convirtiéndose en uno de los puntales, junto a Fassbinder o Herzog, del nuevo cine alemán.
Posteriormente filmó un episodio de la película Der Paukenspieler (1967), Mord und Totschlag (1967), película que contaba con el protagonismo de una de las musas de los Rolling Stones, Anita Pallenberg, quien también aparecía en El rebelde (1969), un filme ambientado en la Edad Media.
Estuvo casado con la actriz, guionista y directora Margarethe von Trotta.
Entre los numerosos premios que ha recibido su obra destacan el Óscar a la mejor película de habla no inglesa y la Palma de Oro en el Festival de Cine de Cannes logrados por El tambor de hojalata (1979), basada en la novela original de Günter Grass.
Schlöndorff adopta diferentes estilos de novela para sus películas que generalmente se comprometen con el tema de las políticas de la posguerra en Alemania. Ha servido también como Director Ejecutivo del estudio UFA en Babelsberg.
Como autor de documentales destaca especialmente el ciclo de entrevistas que realizó a Billy Wilder en 1992: Billy Wilder, ¿cómo lo hiciste? y Billy Wilder habla (1996).

## Filmografía

### Películas dirigidas
| Título en español                                      | Título en original                                     | Año  |
| ------------------------------------------------------ | ------------------------------------------------------ | ---- |
| El joven Törless                                       | Der junge Törless                                      | 1966 |
| Degree of Murder                                       | Mord und Totschlag                                     | 1967 |
| El rebelde                                             | Michael Kohlhaas - Der Rebell                          | 1969 |
| Baal (TV)                                              | Baal (TV)                                              | 1970 |
| La repentina riqueza de los pobres de Kombach (TV)     | Der plötzliche Reichtum der armen Leute von Kombach    | 1971 |
| Fuego de paja                                          | Strohfeuer                                             | 1972 |
| El honor perdido de Katharina Blum                     | Die Verlorene Ehre der Katharina Blum                  | 1975 |
| Tiro de gracia                                         | Der Fangschuß                                          | 1976 |
| Alemania en Otoño                                      | Deutschland im Herbst                                  | 1978 |
| El tambor de hojalata                                  | Die Blechtrommel                                       | 1979 |
| Círculo de engaños                                     | Die Fälschung                                          | 1981 |
| Guerra y paz                                           | Krieg und Frieden                                      | 1982 |
| El amor de Swann                                       | Un Amour de Swann                                      | 1983 |
| Muerte de un viajante (TV)                             | Death of a Salesman                                    | 1985 |
| Viejos recuerdos de Luisiana (TV)                      | A Gathering of Old Men                                 | 1987 |
| El cuento de la criada                                 | The Handmaid's Tale                                    | 1990 |
| El viajero                                             | Homo faber                                             | 1991 |
| Billy Wilder habla (miniserie TV)                      | Billy Wilder Speaks                                    | 1992 |
| El ogro                                                | Der Unhold                                             | 1996 |
| Palmetto                                               | Palmetto                                               | 1998 |
| El silencio tras el disparo                            | Die Stille nach dem Schuss                             | 2000 |
| Ein Produzent hat Seele oder er hat keine (documental) | Ein Produzent hat Seele oder er hat keine (documental) | 2002 |
| Ten Minutes Older: The Cello (episodio)                | Ten Minutes Older: The Cello (episodio)                | 2002 |
| El noveno día                                          | Der neunte Tag                                         | 2004 |
| Strike                                                 | Strajk – Die Heldin von Danzig                         | 2006 |
| Ulzhan                                                 | Ulzhan                                                 | 2007 |
| La mer à l'aube                                        | La mer à l'aube                                        | 2011 |
| Diplomacia                                             | Diplomatie                                             | 2014 |
| Regreso a Montauk                                      | Rückkehr nach Montauk                                  | 2017 |

### Guiones
- Regreso a Montauk (Rückkehr nach Montauk, 2017)
- Die Stille nach dem Schuß (1999)
- Der Unhold (El ogro) (1996)
- Muerte de un viajante (1985)
- El amor de Swann (1984)
- Die Blechtrommel (El tambor de hojalata) (1979)
- El honor perdido de Katharina Blum (1975)
- El joven Törless (1966)

## Premios y distinciones
Premios Óscar
| Año  | Categoría                          | Trabajo nominado      | Resultado |
| ---- | ---------------------------------- | --------------------- | --------- |
| 1980 | Mejor película de habla no inglesa | El tambor de hojalata | Ganador   |

Festival Internacional de Cine de Cannes
| Año  | Categoría    | Película              | Resultado |
| ---- | ------------ | --------------------- | --------- |
| 1979 | Palma de Oro | El tambor de hojalata | Ganador   |

Festival Internacional de Cine de Venecia
| Año  | Categoría     | Película | Resultado |
| ---- | ------------- | -------- | --------- |
| 1996 | Premio UNICEF | El ogro  | Ganador   |